# Isola Lagernyj
L'isola Lagernyj (in russo остров Лагерный, ostrov Lagernyj; in italiano "accampamento", "campo") è un'isola russa che fa parte dell'arcipelago di Severnaja Zemlja ed è bagnata dal mare di Kara.
Amministrativamente fa parte del Tajmyrskij rajon del Territorio di Krasnojarsk, nel Distretto Federale Siberiano.

## Geografia
L'isola si trova nella parte nord-occidentale dell'arcipelago, a una distanza di 800 m dalla costa nord-ovest dell'isola Komsomolets, ad ovest della foce del fiume Blizkaja. A ovest di Lagernyj si trovano le isole di Dem'jan Bednyj.
Lagernyj ha una forma arrotondata con un piccolo promontorio a sud; è lunga 1,3 km e larga 1 km; una scogliera nella parte nord raggiunge i 26 m di altezza, mentre verso est banchi di sabbia la collegano a Komsomolets.